# Cyathea cooperi
Cyathea cooperi is een soort boomvaren uit de familie Cyatheaceae. De soort komt voor in Australië, in de staten New South Wales en Queensland.